# Бадок
Бадок (пилипино Badoc) — город и городской муниципалитет на Филиппинах.
Бадок является городским муниципалитетом 3-го класса на северо-западе Филиппин, в провинции Северный Илокос. На юге Бадок граничит с провинцией Южный Илокос, на западе от него лежит Южно-Китайское море. Туристов, приезжающих на Филиппины, этот город привлекает развалинами старинной церкви и великолепными песчаными пляжами. В 2000 году в Бадоке в 5.879 домах проживало 27.862 жителей.
В административном отношении Бадок разделён на 31 барангай:
| - Alay-Nangbabaan - Alogoog - Ar-Arusip - Aring - Balbaldez - Bato - Camanga - Canaan - Caraitan - Gabut Norte - Gabut Sur - Garreta - Labut - Lacuben - Lubigan - Mabusag Norte | - Mabusag Sur - Madupayas - Morong - Nagrebcan - Napu - La Virgen Milagrosa - Pagsanahan Norte - Pagsanahan Sur - Paltit - Parang - Pasuc - Santa Cruz Norte - Santa Cruz Sur - Saud - Turod |